# Ніколаєшть
Ніколаєшть, Ніколаєшті (рум. Nicolaești) — село у повіті Димбовіца в Румунії. Входить до складу комуни Вулкана-Бей.
Село розташоване на відстані 91 км на північний захід від Бухареста, 18 км на північ від Тирговіште, 149 км на північний схід від Крайови, 66 км на південь від Брашова.

## Населення
За даними перепису населення 2002 року у селі проживали 168 осіб, усі — румуни. Рідною мовою 167 осіб (99,4%) назвали румунську.